# 국가수사본부 (텔레비전 프로그램)
《국가수사본부》는 대한민국의 WAVVE 오리지널 다큐멘터리 텔레비전 프로그램이다. 지상파 방송사인 SBS에서도 방영되었으며, SBS에서는 《국가수사본부 - DIRECTOR'S CUT》이라는 이름으로 방영되었다.

## 기획 의도
'본 다큐멘터리에 등장하는 인물, 단체, 지명, 사건 등은 모두 실제임을 밝힙니다.' 대한민국의 낮과 밤, 사건 발생부터 검거까지 '끝을 보는' 강력계 형사들의 이야기를 기록한 100% 리얼 수사 다큐멘터리

## 등급
시청 등급은 15세 이상 관람가이다.

## 일정

### 스트리밍 일정
| 스트리밍 | 기간                             | 업로드 본방송 시간   | 비고 |
| -------- | -------------------------------- | -------------------- | ---- |
| wavve    | 2023년 3월 3일 ~ 2023년 4월 14일 | 매주 금요일 오후 4시 |      |

### 방송 일정
| 방송사 | 방송 기간                         | 방송 시간                       | 비고 |
| ------ | --------------------------------- | ------------------------------- | ---- |
| SBS    | 2023년 7월 12일 ~ 2023년 8월 16일 | 매주 수요일 밤 10시 40분 ~ 12시 |      |

## 에피소드 목록
| 화차 | wavve 공개 일시 | SBS 방송 일시   | 부제 (서브 타이틀)  | 죄명                         | 경찰관서               | 비고      |
| ---- | --------------- | --------------- | ------------------- | ---------------------------- | ---------------------- | --------- |
| 1화  | 2023년 3월 3일  | 2023년 7월 12일 | 친절한 이웃         | 살인 + 마약                  | 부산진경찰서           | 관련 기사 |
| 2화  | 2023년 3월 3일  | 2023년 7월 12일 | 친절한 이웃         | 살인 + 마약                  | 부산진경찰서           | 관련 기사 |
| 3화  | 2023년 3월 3일  | 7월 19일        | 방망이와 작대기     | 강도상해 + 마약 + 조직폭력배 | 평택경찰서             |           |
| 4화  | 3월 10일        | 7월 19일        | 설계자들            | 불법경마                     | 광주경찰청             |           |
| 5화  | 3월 10일        | 7월 26일        | "용이"한 거짓말     | 공갈                         | 수원남부경찰서         |           |
| 6화  | 3월 17일        | 7월 26일        | 택배왔습니다        | 마약                         | 부산진경찰서           |           |
| 7화  | 3월 17일        | 8월 2일         | 강릉블루스          | 절도, 특수강도               | 강릉경찰서             |           |
| 8화  | 3월 24일        | 8월 2일         | 끝까지 간다         | 마약 + 살인미수              | 수원남부경찰서         |           |
| 9화  | 3월 24일        | 8월 9일         | 형사의 낮과 밤      | 살인 + 침입절도              | 경주경찰서             |           |
| 10화 | 3월 31일        | 8월 9일         | 거미줄 속, 숨바꼭질 | 절도                         | 순천경찰서, 여수경찰서 |           |
| 11화 | 3월 31일        | 8월 16일        | 헤어 나올 수 없는   | 사기                         | 서울강북경찰서         |           |
| 12화 | 4월 7일         | 8월 16일        | 빨간 헬멧을 쓴 남자 | 특수절도                     | 원주경찰서             |           |
| 13화 | 4월 14일        | 8월 16일        | 경찰공무원 복무규정 | 빈칸                         | 부산진경찰서           |           |

## 참고 사항
- SBS 그것이 알고싶다 PD 출신인 배정훈 PD는 첫 다큐멘터리 작품이다.
- 실제 바탕으로 모두 실제임을 밝힌다.